# Chiesa di Sant'Eufemia al Foro Traiano
La chiesa di Sant'Eufemia al Foro Traiano era una chiesa di Roma che sorgeva nell'angolo nord-est dell'incrocio tra l'odierna via Alessandrina e l'antica via del Marforio (non più esistente), dove oggi si possono ammirare le rovine del foro di Traiano (all'epoca non visibili), nel rione Monti. Era dedicata a sant'Eufemia di Calcedonia.

## Storia

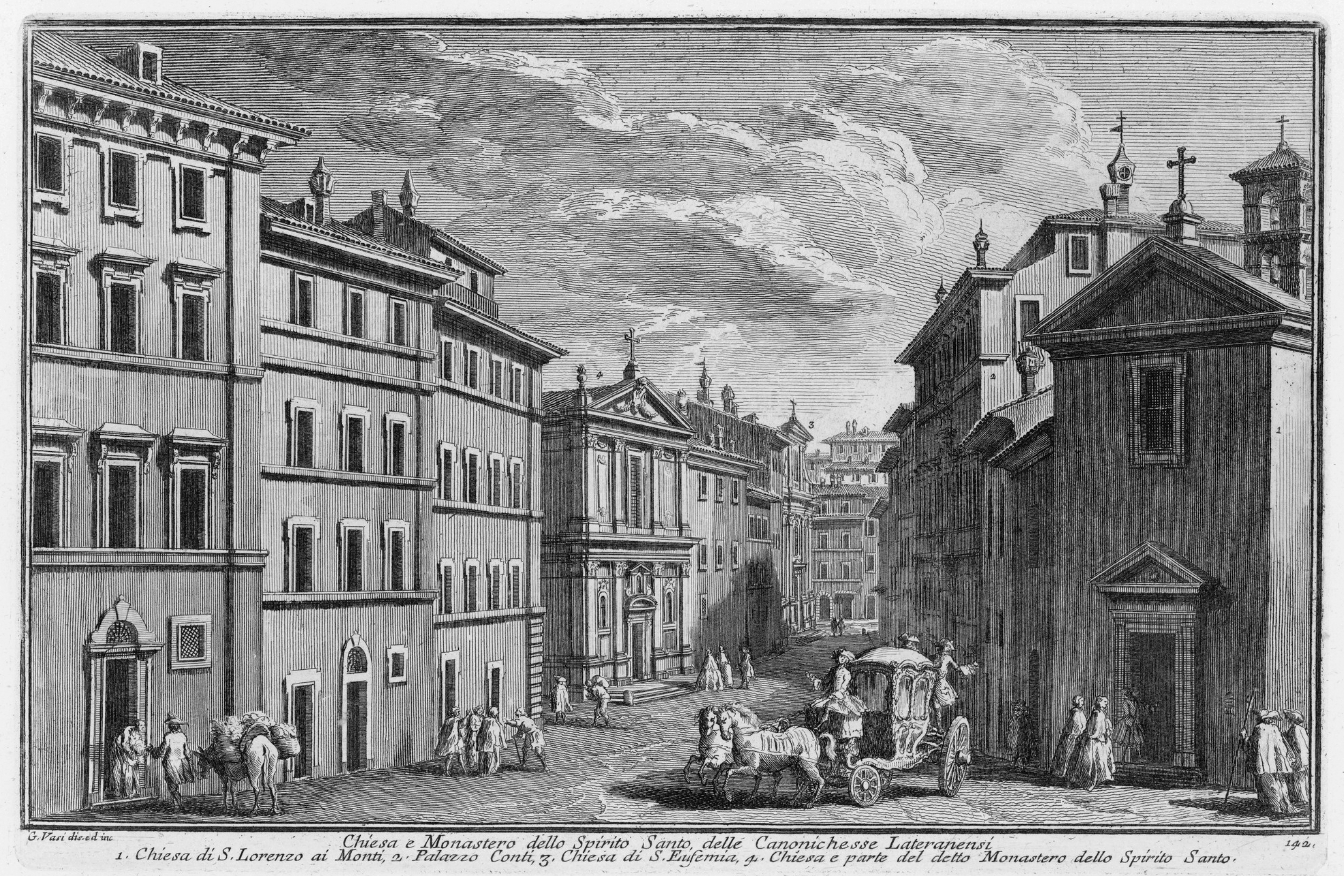
In questa incisione di Giuseppe Vasi (del XVIII secolo), la chiesa è situata sullo sfondo (indicata dal numero 3)

Il convento venne fondato nel 1595 durante il pontificato del papa Clemente VIII (1592-1605) e apparteneva a una piccola comunità di suore ospedaliere che si prendevano cura delle ragazze di strada abbandonate. La chiesa originale del convento era medioevale e, a quanto pare, sorgeva a nord dell'odierna chiesa del Santissimo Nome di Maria al Foro Traiano, lungo una strada che porta tuttora il nome di via di Sant'Eufemia, anticamente pertinente solo al tratto a nord dell'incrocio con l'odierna via delle Tre Cannelle. Inoltre, a questa chiesa medioevale era stato associato per una ventina d'anni un titolo cardinalizio.
La nuova chiesa e l'ospizio per le ragazze furono edificati a sud della chiesa medioevale, che venne demolita, sul lato occidentale della via dei Taroli (all'estremità nord della via Alessandrina odierna), a nord dell'incrocio con la via del Marforio. Nel 1623 la chiesa venne ristrutturata dal cardinale Ludovico Ludovisi.
Un altro convento della stessa congregazione venne innalzato nello stesso periodo presso la chiesa di Sant'Urbano ai Pantani, che sorgeva più a sud sempre lungo la via Alessandrina. L'idea era che se qualcuna delle ragazze o delle suore volesse diventare una monaca di clausura, poteva recarsi lì. La regola scelta fu quella dell'Ordine delle suore clarisse cappuccine. Questi due conventi venivano confusi spesso.
Le componenti di questa congregazione, che non esiste più, erano note come "zitelle sperse".

## Demolizione
Tutto il convento venne demolito nel 1812 (durante l'occupazione francese della città) per consentire gli scavi che permisero di riportare alla luce le rovine della basilica Ulpia. Dopo essersi trasferita per un breve periodo nella chiesa di Santa Caterina dei Funari, la comunità si spostò nel convento di Sant'Ambrogio della Massima, allora vuoto, tra il 1814 e il 1828. In seguito, le suore si stabilirono nella chiesa di San Paolo primo eremita e vi rimasero fino a qualche tempo dopo il 1870, quando alla fine raggiunsero le monache di clausura di Sant'Urbano ai Pantani.
Quest'ultimo convento finì per essere demolito nel 1930 e le suore si trasferirono in un nuovo convento lungo la via Aurelia Antica, che divenne la sede delle cappuccine italiane.

## Descrizione
Il convento sorgeva su un terreno lungo e che occupava tutta la lunghezza della via dei Taroli, dall'antica piazza della Colonna Traiana alla via del Marforio. L'entrata sorgeva di fronte alla chiesa del Santissimo Nome di Maria al Foro Traiano e da qui si acceseva a un chiostro lungo e stretto che aveva dei portici soltanto sui lati brevi. Nel lato nord del complesso si trovava l'ospizio e, in quello meridionale, il convento con la sua chiesa, quest'ultima all'angolo con la via dei Taroli e la via del Marforio, in un orientamento nord-sud. Ad ovest del complesso si trovava il convento di Santo Spirito ai Monti, dal quale era separato da un muro.

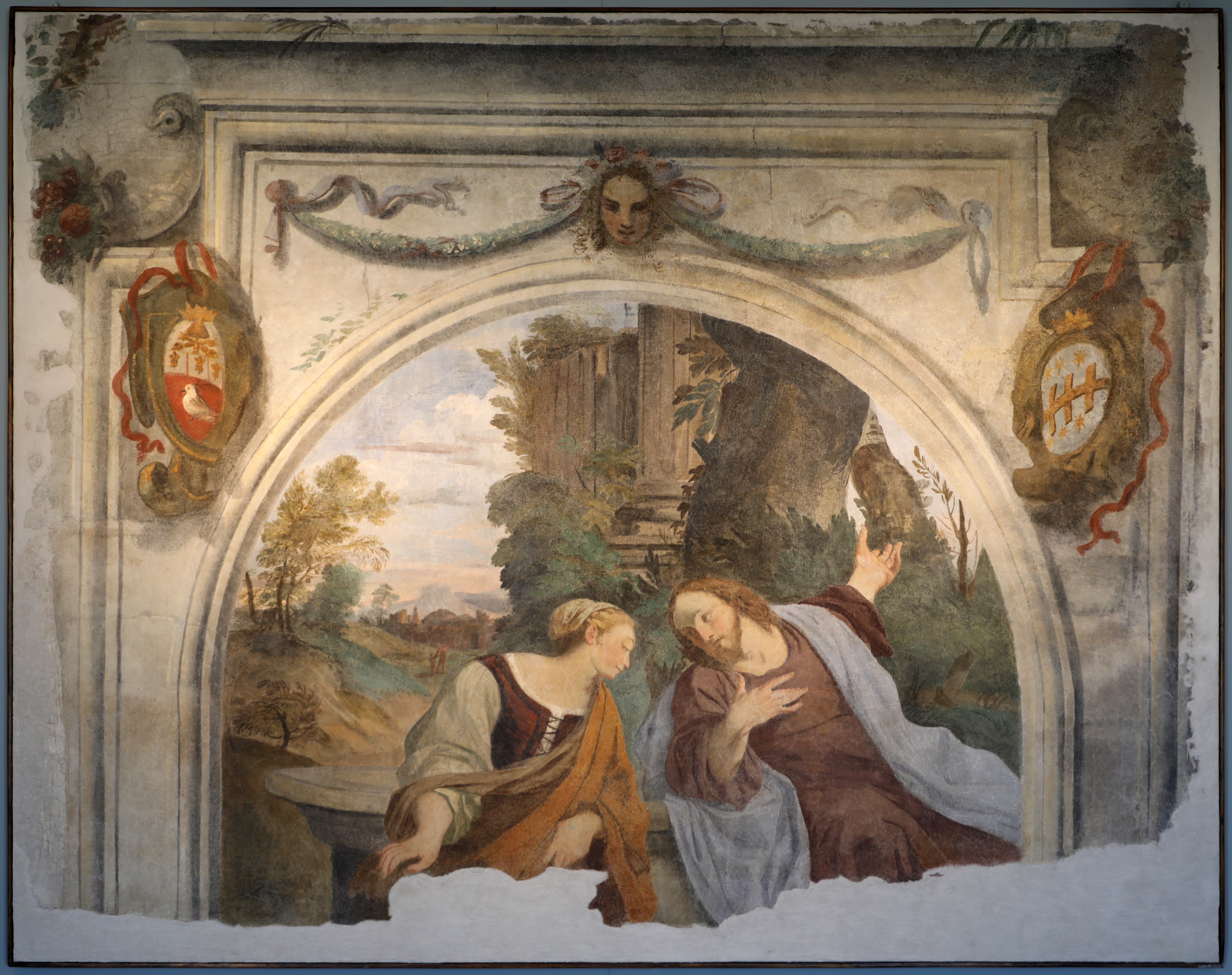
Un frammento di affresco proveniente dal convento di Sant'Eufemia, oggi al museo di Roma a palazzo Braschi

La chiesa propriamente detta aveva una navata semplice, senza quelle laterali, con un'abside rettangolare e una volta a botte che poggiava su due paia di pilastri. Le dimensioni e la pianta erano le stesse della chiesa di Santo Spirito.
L'interno era decorato con degli affreschi di Giulio Solimena e la pala dell'altare maggiore, che ritraeva la santa titolare, era stata dipinta da Andrea Camassei. Nonostante dell'opera originale si siano perse le tracce, una replica è conservata nelle Gallerie nazionali d'arte antica di Roma. Alcuni degli arredi liturgici si trovano nella cappella delle suore del Preziosissimo Sangue in via Giuseppe Antonio Guattani, nella parte nord-est di Roma. Al museo di Roma a palazzo Braschi si trova un frammento di un affresco del convento, che ritrae Cristo e la samaritana al pozzo.